# Robeilys Peinadová
Robeilys Mariley Peinado Méndez (* 26. listopadu 1997 Caracas) je venezuelská reprezentantka ve skoku o tyči.
Od tří let se věnovala gymnastice, ve dvanácti letech se přeorientovala na atletiku, protože byla příliš vysoká. Připravuje se ve Štětíně pod vedením Vjačeslava Kaliničenka. Její osobní rekord je 4,65 m pod otevřeným nebem a 4,52 m v hale. Získala titul mistryně světa na mistrovství světa v atletice do 17 let 2013, byla druhá na olympiádě mládeže 2014 a na mistrovství světa juniorů v atletice 2016, vyhrála mistrovství Jižní Ameriky v atletice 2015 a 2017.
Kvalifikovala se na olympijské hry 2016, kde však nestartovala kvůli zranění utrpěnému v tréninku. Na Panamerických hrách 2015 byla šestá, na mistrovství světa v atletice 2015 obsadila 23. místo, na mistrovství světa v atletice 2017 se dělila o třetí příčku s Kubánkou Yarisley Silvaovou. Stala se tak první venezuelskou medailistkou na MS v této disciplíně a vytvořila nový národní rekord.

## Osobní rekordy

### Dráha
- 4,70 m – 7. června 2018, Cochabamba

### Hala
- 4,78 m – 19. února 2020, Liévin